# Sakesphoroides
Sakesphoroides – rodzaj ptaków z podrodziny chronek (Thamnophilinae) w obrębie rodziny chronkowatych (Thamnophilidae).

## Rozmieszczenie geograficzne
Rodzaj obejmuje gatunki występujące endemicznie w Brazylii.

## Morfologia
Długość ciała 14 cm; masa ciała 15 g.

## Systematyka
Rodzaj zdefiniował w 2010 roku niemiecki ornitolog Rolf Grantsau w publikacji własnego autorstwa będącej kompletnym przewodnikiem do identyfikacji ptaków Brazylii. Gatunkiem typowym jest (oryginalne oznaczenie) tarczomrowiec jasnolicy (S. cristatus).

### Etymologia
Sakesphoroides: rodzaj Sakesphorus Chubb, 1918 (mrowiec); gr. -οιδης -oidēs ‘przypominający’.

### Podział systematyczny
Do rodzaju należą następujące gatunki:
- Sakesphoroides niedeguidonae Cerqueira, Gonçalves, Quaresma, Silva, Pichorim & Aleixo, 2024 – tarczomrowiec rdzawy
- Sakesphoroides cristatus (zu Wied, 1831) – tarczomrowiec jasnolicy